# Костяки
Костяки́ (рос. Костяки) — селище у складі Первомайського району Алтайського краю, Росія. Входить до складу Сибірської сільської ради.

## Населення
Населення — 32 особи (2010; 50 у 2002).
Національний склад (станом на 2002 рік):
- росіяни — 96 %